# Hypatopa binotella
Hypatopa binotella é uma espécie de mariposa do gênero Hypatopa pertencente à família Coleophoridae.